# Jag vill gifta mig
Jag vill gifta mig är en tysk romantisk komedifilm från 1932 i regi av Wilhelm Thiele efter en pjäs av István Zágon. Renate Müller gör filmens huvudroll. Thiele regisserade även en engelsk version av filmen med titeln Marry Me. Även denna hade Müller i huvudrollen, men övriga roller gjordes av engelska skådespelare.

## Rollista
- Renate Müller – Gerda Arnhold
- Hermann Thimig – Robert Goll
- Wolf Albach-Retty – Paul
- Gustl Gstettenbaur – Willi
- Fritz Grünbaum – Sigurd Bernstein
- Willi Grill – Meyer, sekreterare
- Szöke Sakall – Alois Novak
- Gertrud Wolle – Frau Krause
- Oskar Sima – direktör Korten
- Margita Alfvén
- Ilse Fürstenberg
- Erich Dunskus